# Nystalus chacuru
Nystalus chacuru là một loài chim trong họ Bucconidae.